# Автоблокування
Автоблокува́ння (АБ) — технічний засіб інтервального регулювання руху поїздів на міжстанційних перегонах  за  сигналами прохідних і локомотивних світлофорів. При АБ перегін між станціями ділиться на одну або кілька блок-ділянок довжиною зазвичай від 1 до 3 км. На початку кожної блок-ділянки встановлюється автоматично дієвий прохідний світлофор, що сигналізує двома, трьома або чотирма показаннями залежно від значності АБ.

## Сигнали автоблокування

### Двозначна АБ (застосовується обмежено на метрополітенах)
- Зелений вогонь — блок-ділянка вільна
- Червоний вогонь — Стій! Забороняється проїжджати сигнал![2]

### Тризначна АБ
- Зелений вогонь — вільні дві і більше блок-ділянки
- Жовтий вогонь — вільна одна блок-ділянка
- Червоний вогонь — Стій! Забороняється проїжджати сигнал! Наступна блок-ділянка зайнята!

### Чотиризначна АБ
- Зелений вогонь — вільні три або більше блок-ділянки
- Жовтий і зелений вогонь — вільні дві блок-ділянки
- Жовтий вогонь — вільна одна блок-ділянка
- Червоний вогонь — Стій! Забороняється проїжджати сигнал!

## Принцип дії автоблокування
Основні функції автоблокування:
- Визначення зайнятості блок-ділянок, станційних шляхів;
- Включення вогнів підлогових світлофорів залежно від зайнятості блок-ділянки за цим світлофором або від кількості вільних блок-ділянок за ним;
- Передача інформації в систему АЛС для кодування рейкових кіл, передача інформації поїзному диспетчеру, черговому по станції.

### Числове кодове автоблокування
Схема числового кодового автоблокування: 1 — ізоляційний стик; 2 — рейка, 3 — дросель-трансформатор; 4 — прохідний світлофор, 5 — імпульсне реле (приймач сигналу) і дешифратор; 6 — кодовий колійний трансмітер. Кодове автоблокування діє спільно з АЛС, утворюючи єдиний комплексний засіб сигналізації. Кодовий сигнал АЛС, відповідний показанню підлогового світлофора, формується кодовим колійним трансмітером, що знаходиться в кінці блок-ділянки, і через дросель-трансформатор передається в рейкове коло. При вільності блок-ділянки, сигнал дійде до його початку, буде прийнятий і розшифрований підлоговою апаратурою, яка видасть більш дозволяюче показання (або зелений сигнал, якщо і був прийнятий «З» сигнал) для прохідного світлофора і кодового колійного трансмітера попередньої блок-ділянки.
При знаходженні на блок-ділянці поїзда, струм протікатиме між рейками по колісним парам локомотива (вагонів) не доходячи до приймача, дешифратор по відсутності кодових посилок визначить зайнятість блок-ділянки, видасть червоний сигнал на підлоговому світлофорі і кодовим колійним трансмітером на попередній блок-ділянці буде передаватися сигнал, відповідний «КЖ» показанню локомотивного світлофора. При цьому струм, що протікає через першу колісну пару локомотива, буде прийнятий його приймальними котушками і забезпечить роботу локомотивної апаратури АЛС.
Для поділу рейкових кіл сусідніх блок-ділянок використовуються ізоляційні стики. Дросель-трансформатор призначений для пропуску зворотного тягового струму в обхід ізоляційного стику.

### Тональне автоблокування
Схема тонального автоблокування з Алсо: Г — генератори; П1, П2 — приймачі; Т — трансмітери АЛС. Тональне автоблокування (АБТ) для визначення зайнятості блок-ділянки використовує сигнали, що відрізняються від сигналів локомотивної сигналізації — амплітудно-модульовані, з несучими частотами 420 Гц і 480 Гц, і частотами модуляції 8 Гц і 12 ; Гц. На одній колії перегону використовуються комбінації опорної частоти і частоти модуляції 420 Гц і 8 Гц, 480 Гц і 12 Гц, на іншому — 420 Гц і 12 Гц, 480 Гц і 8 Гц, що захищає рейкові кола від взаємного впливу.
Один генератор живить рейкові кола двох суміжних блок-ділянок. Частоти сусідніх генераторів чергуються. Кожен приймач виділяє як свою опорну частоту, так і свою частоту модуляції.
Завдяки витоку через баласт, струм кожного генератора поступово згасає і установка ізоляційних стиків на перегоні не потрібна. Ізоляційні стики та дросель-трансформатори встановлюють на кордонах перегону.
В безстикових рейкових колах заняття та звільнення блок-ділянки фіксується на деякій відстані від його кінця. Ця відстань називається зоною додаткового шунтування. Довжина зони додаткового шунтування може становити до 10 % довжини блок-ділянки.
Регулювання руху на перегоні з тональним автоблокуванням може здійснюватися за допомогою підлогових світлофорів і АЛС або за допомогою Алсо. У випадку встановлення світлофорів, на межах блок-ділянок обладнують додаткові короткі рейкові кола (5 кГц і 5,5 кГц) із зоною додаткового шунтування не більше 15 м, а світлофори виносять за її межі, на 20 м назустріч руху поїзда від точки підключення генератора. Якщо прохідні світлофори не встановлюються, межі блок-ділянок позначають табличками.
Кодування рейкових кіл сигналами АЛС починається в момент вступу поїзда на рейкове коло, трансмітером з кінця зайнятої блок-ділянки.
Апаратура АБТ і АЛС може розташовуватися централізовано, на станціях прилеглих до перегону, або децентралізовано. Зв'язок з апаратурою, що знаходиться на перегоні і між станціями здійснюється по кабелях.

### Станційне автоблокування
Рейкові кола станційного автоблокування живляться змінним струмом тієї частоти, яка застосовується в використовуваній на станції системі АЛС. Кодування починається при вступі на них поїзда. Перевірка звільнення рейкового кола виробляється під час великої паузи між кодами АЛС. Після звільнення РК кодування припиняється.
Вхідні і вихідні світлофори, на відміну від прохідних, відкриваються не автоматично, а черговим по станції після встановлення маршруту. Показання вхідного світлофора будуть залежати від маршруту приймання (на головний або на бокову колію), його вільності і від показання вихідного світлофора. Показання вихідного світлофора — від свідчення першого прохідного світлофора при вільній першій блок-ділянці.